# Saint-Antonin-de-Lacalm
Saint-Antonin-de-Lacalm, connu sous la Révolution sous le nom de Haute-Montagne, est une ancienne commune française située dans le département du Tarn, en région Occitanie.

## Géographie

### Localisation
La commune de Saint-Antonin-de-Lacalm se situe dans le canton du Haut Dadou et dans l'arrondissement d'Albi, à l'est de Réalmont, au sud-est d'Albi et au nord-est de Castres. La commune surplombe les vallées du Lézert à l'ouest et du Dadou à l'est et au sud.

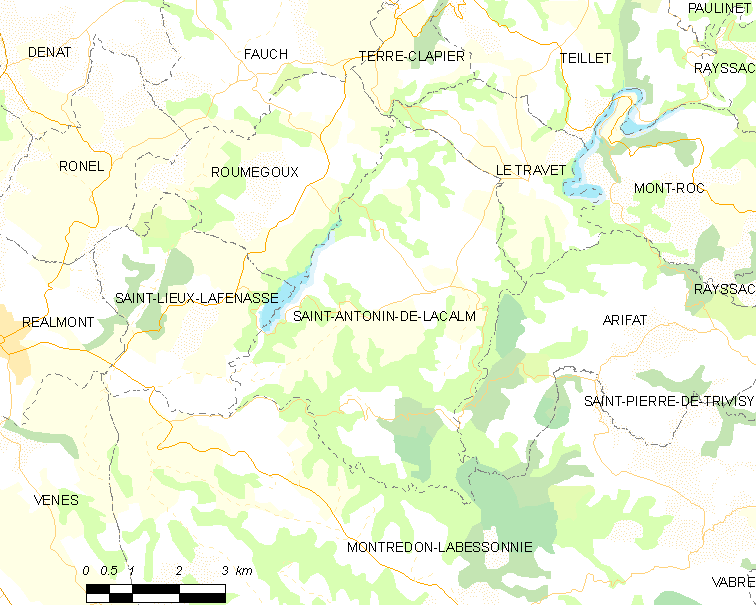
Situation de la commune.

### Communes limitrophes
| Roumégoux (Terre-de-Bancalié)             | Terre-Clapier (Terre-de-Bancalié) par un quadripoint | Le Travet (Terre-de-Bancalié) |
| Saint-Lieux-Lafenasse (Terre-de-Bancalié) | Saint-Antonin-de-Lacalm                              | Arifat                        |
|                                           | Montredon-Labessonnié                                |                               |

### Géologie et relief
Saint-Antonin-de-Lacalm est située au nord-ouest de la montagne Noire, relief qui constitue l'extrémité méridionale du Massif central. La superficie de la commune est de 2 809 hectares. L'altitude de Saint-Antonin-de-Lacalm varie entre 230 et 529 mètres. Le point culminant est situé au sud du territoire de la commune, à proximité du lieu-dit la Bartharié et surplombe le ruisseau de Bezan.
La commune est classée en zone de sismicité 1, correspondant à une sismicité très faible.

### Hydrographie
L'intégralité de la frontière occidentale de la commune est délimitée par le Lézert, affluent du Dadou. Une partie, la retenue de la Bancalié, a été constituée en plan d'eau par le barrage du même nom, et est utilisée comme base de loisirs.
La frontière orientale et une partie de la frontière méridionale de la commune sont constituées par le Dadou.

### Voies de communication et transports
La commune est traversée en son milieu par la route départementale D 138, du sud-ouest en provenance de Lafenasse et vers le nord-est en direction de Le Travet.

## Toponymie
La paroisse de Saint-Antonin devient commune à la Révolution française sous le nom de Saint-Antonin de Lacalm Travenet, puis reçoit le nom révolutionnaire de Haute-Montagne. Elle retrouve rapidement son nom original sous les formes Saint-Antonin-de-la-Calm ou Saint-Antonin-de-Lacalm.

## Histoire
Le 1er janvier 2019, la commune fusionne avec Roumégoux, Ronel, Saint-Lieux-Lafenasse, Terre-Clapier et Le Travet pour former la commune nouvelle de Terre-de-Bancalié dont la création est actée par un arrêté préfectoral du 29 novembre 2018.

### Les Hospitaliers
La première église de Saint-Antonin de Lacalm fait partie des plus anciennes donations connues faites aux Hospitaliers en Europe. Cette donation supposée remonter à l'année 1083 date plutôt des années 1108/1110 et fut faîte avec l'approbation d'Adelgaire, évêque d'Albi. Saint-Antonin de Lacalm fut ensuite un membre de la commanderie de Rayssac au sein du grand prieuré de Saint-Gilles.

## Politique et administration

### Canton
En 1793, la commune de Saint-Antonin-de-Lacalm fait déjà partie du canton de Réalmont, dans lequel elle demeure durant plus de deux siècles. À compter des élections départementales de 2015, la commune rejoint le nouveau canton du Haut Dadou.

### Liste des maires

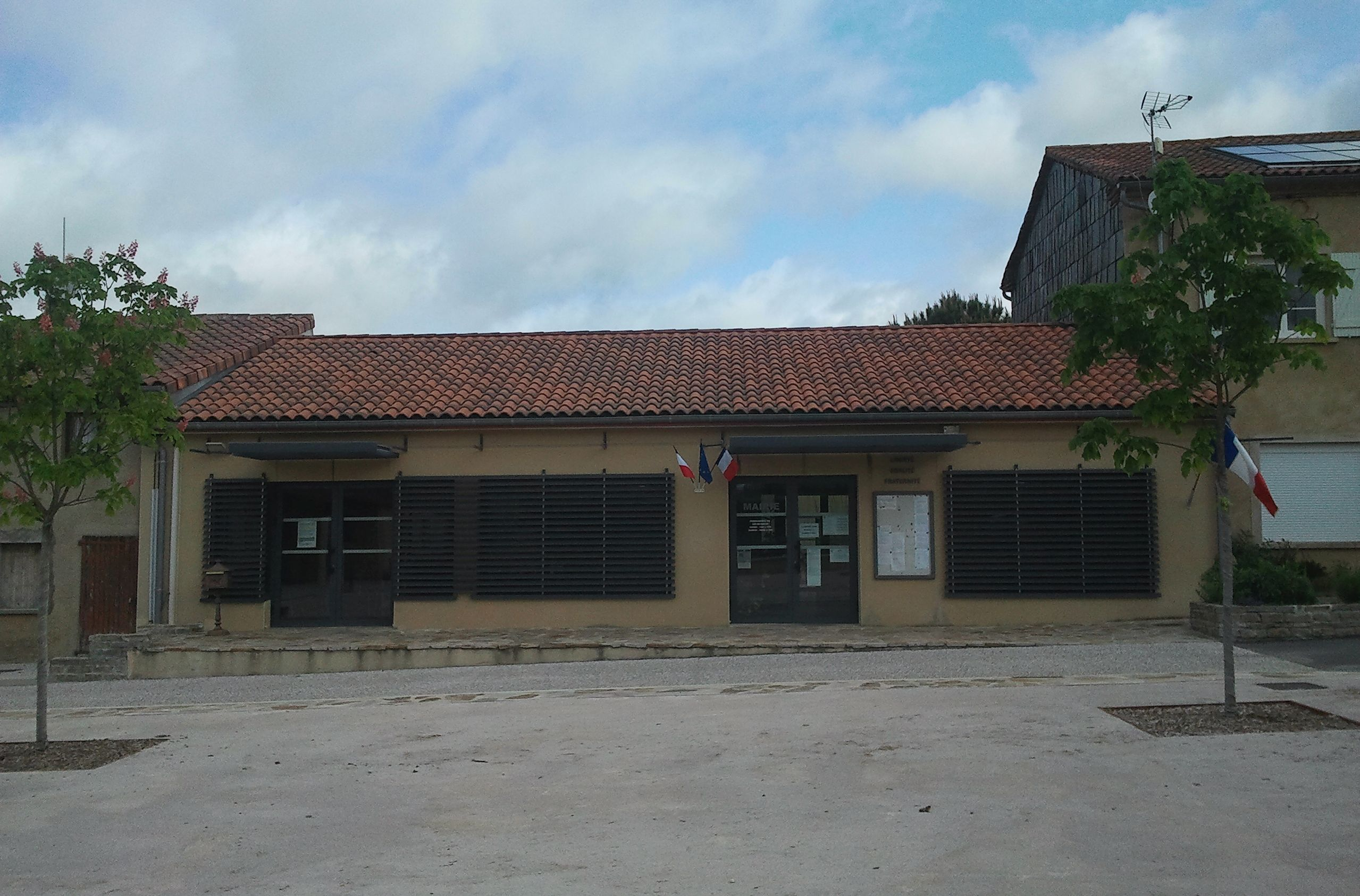
La mairie de Saint-Antonin-de-Lacalm.

| Période      | Période                   | Identité            | Étiquette | Qualité                    |
| ------------ | ------------------------- | ------------------- | --------- | -------------------------- |
| janvier 2019 | En cours (au 27 mai 2020) | Jean-Luc Cantaloube |           | Maire de Terre-de-Bancalié |

| Période                                  | Période       | Identité                     | Étiquette | Qualité                                |
| ---------------------------------------- | ------------- | ---------------------------- | --------- | -------------------------------------- |
| 1793                                     | 1793          | Jean Gratieux                |           |                                        |
| 1793                                     | 1801          | Mathieu Chamayou             |           |                                        |
| 1801                                     | 1805          | Antonin Corbiere             |           |                                        |
| 1806                                     | 1817          | Simon Xavier Nelaton         |           |                                        |
| 1817                                     | 1821          | Jean Jean                    |           |                                        |
| 1821                                     | 1828          | Barthélémy Bonaffe           |           |                                        |
| 1828                                     | 1830          | Combes                       |           |                                        |
| 1830                                     | 1832          | Barthélémy bonaffe           |           |                                        |
| 1832                                     | 1837          | Barthélémy Berlou            |           |                                        |
| 1837                                     | 1855          | Raymond Rives                |           |                                        |
| 1855                                     | 1863          | Pierre Huc                   |           |                                        |
| 1863                                     | 1874          | Baptiste Bonafe              |           |                                        |
| 1874                                     | 1886          | Gilbert Pradal de Fraguettes |           |                                        |
| 1886                                     | 1896          | François Soulet              |           |                                        |
| 1896                                     | 1901          | Christian de Becdelievre     |           |                                        |
|                                          |               |                              |           |                                        |
| mars 2001                                | 2008          | Jean-Claude Gasc             |           |                                        |
| mars 2008                                | décembre 2018 | Jean-Luc Cantaloube          |           | Président de la Communauté de communes |
| Les données manquantes sont à compléter. |               |                              |           |                                        |

## Population et société

### Démographie
| 1793 | 1800 | 1806 | 1821 | 1831 | 1836 | 1841 | 1846 | 1851 |
| ---- | ---- | ---- | ---- | ---- | ---- | ---- | ---- | ---- |
| 770  | 578  | 817  | 900  | 952  | 898  | 924  | 985  | 926  |

| 1856 | 1861 | 1866 | 1872 | 1876 | 1881 | 1886 | 1891 | 1896 |
| ---- | ---- | ---- | ---- | ---- | ---- | ---- | ---- | ---- |
| 924  | 853  | 832  | 809  | 803  | 837  | 812  | 816  | 813  |

| 1901 | 1906 | 1911 | 1921 | 1926 | 1931 | 1936 | 1946 | 1954 |
| ---- | ---- | ---- | ---- | ---- | ---- | ---- | ---- | ---- |
| 756  | 769  | 719  | 610  | 590  | 514  | 443  | 446  | 418  |

| 1962 | 1968 | 1975 | 1982 | 1990 | 1999 | 2004 | 2006 | 2009 |
| ---- | ---- | ---- | ---- | ---- | ---- | ---- | ---- | ---- |
| 396  | 356  | 261  | 255  | 243  | 237  | 242  | 233  | 252  |

| 2014 | 2016 | - | - | - | - | - | - | - |
| ---- | ---- | - | - | - | - | - | - | - |
| 268  | 272  | - | - | - | - | - | - | - |

## Culture locale et patrimoine

### Lieux et monuments
- Château de la Bancalié, situé près de la pointe nord de la retenue de la Bancalié ;
- Château médiéval de la Roque, en surplomb du Dadou[12] ;
- L'église Saint-Antonin, du XIXe siècle.

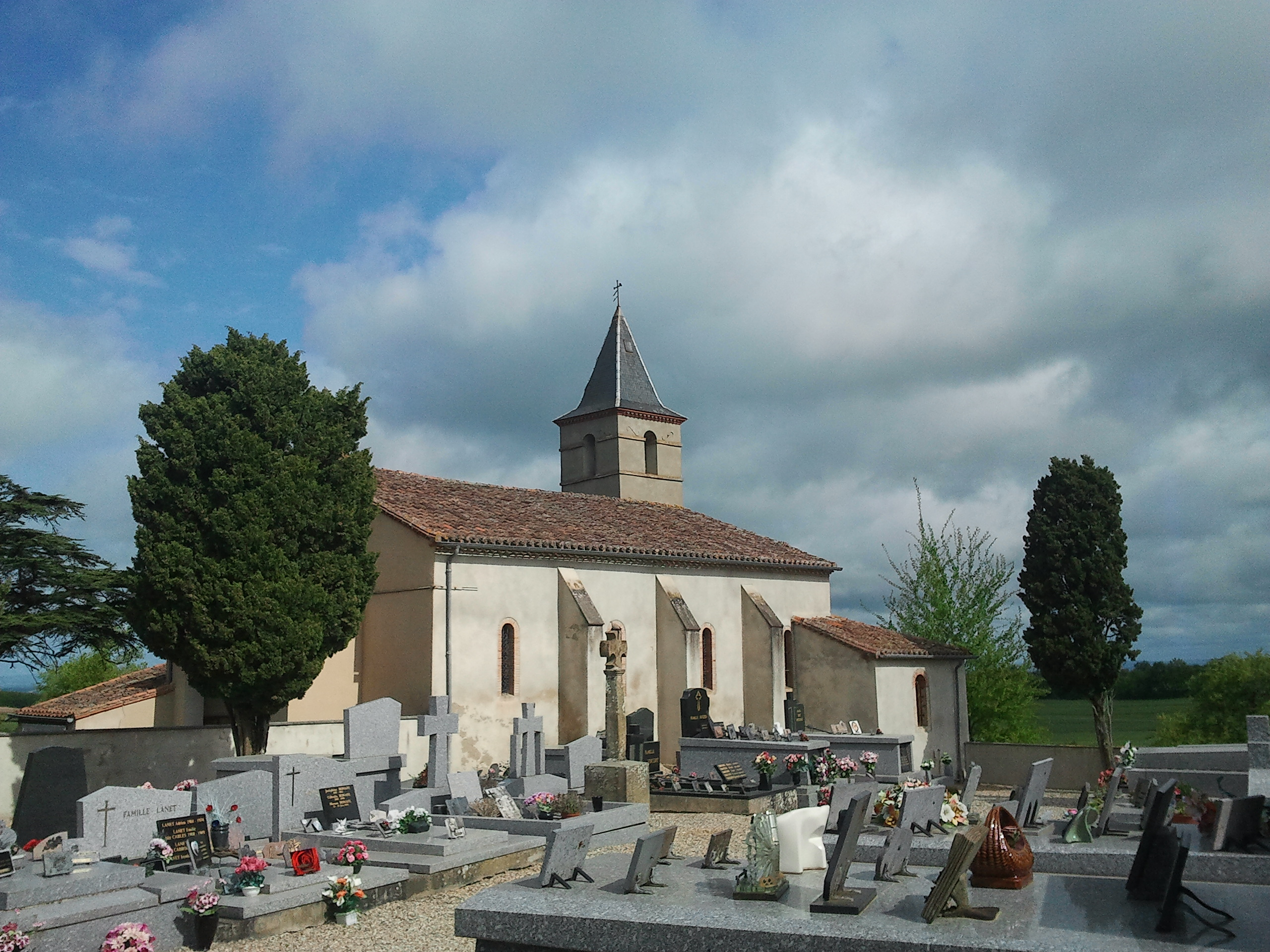
L'église et le cimetière.
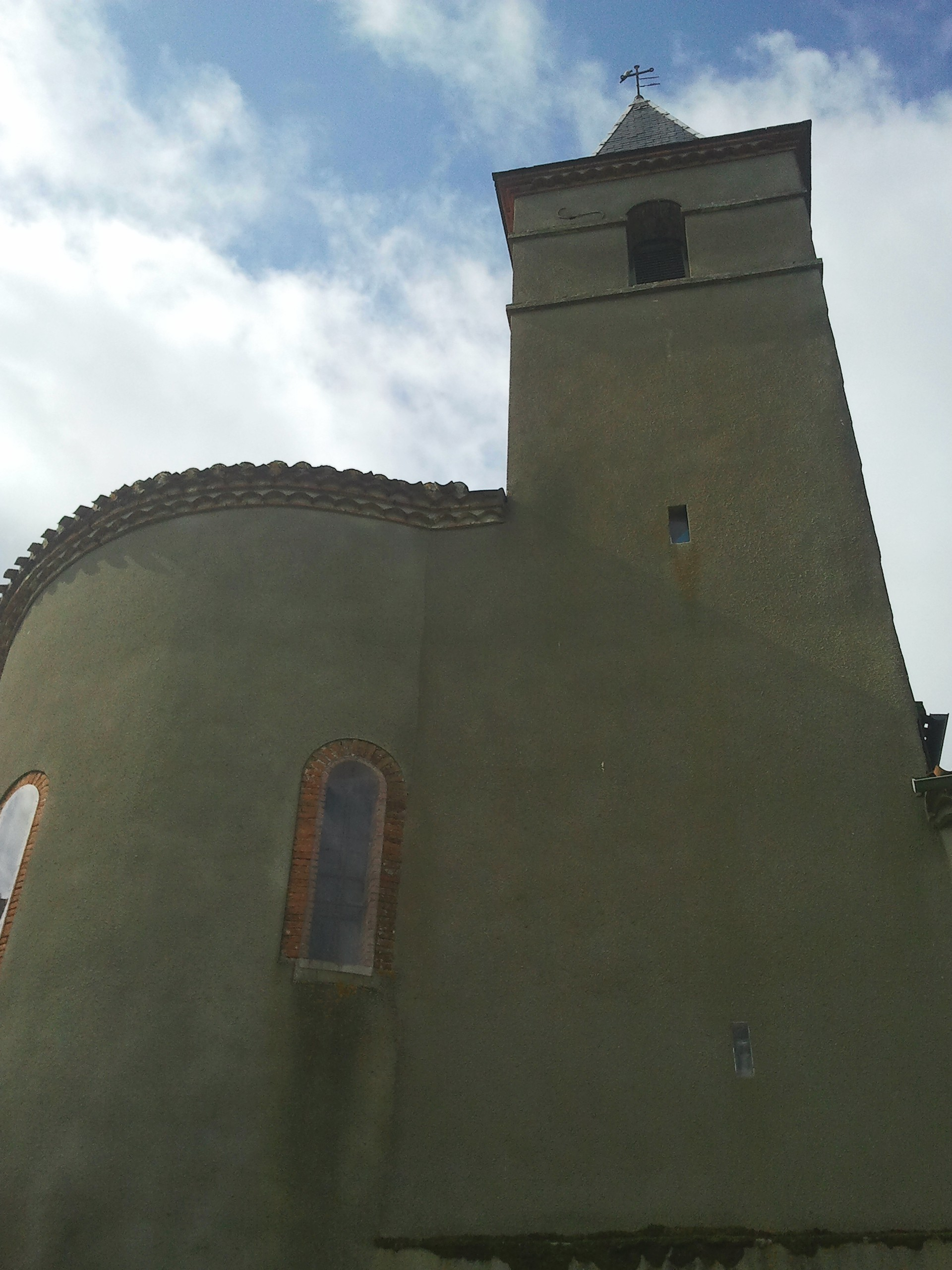
Le clocher de l'église.
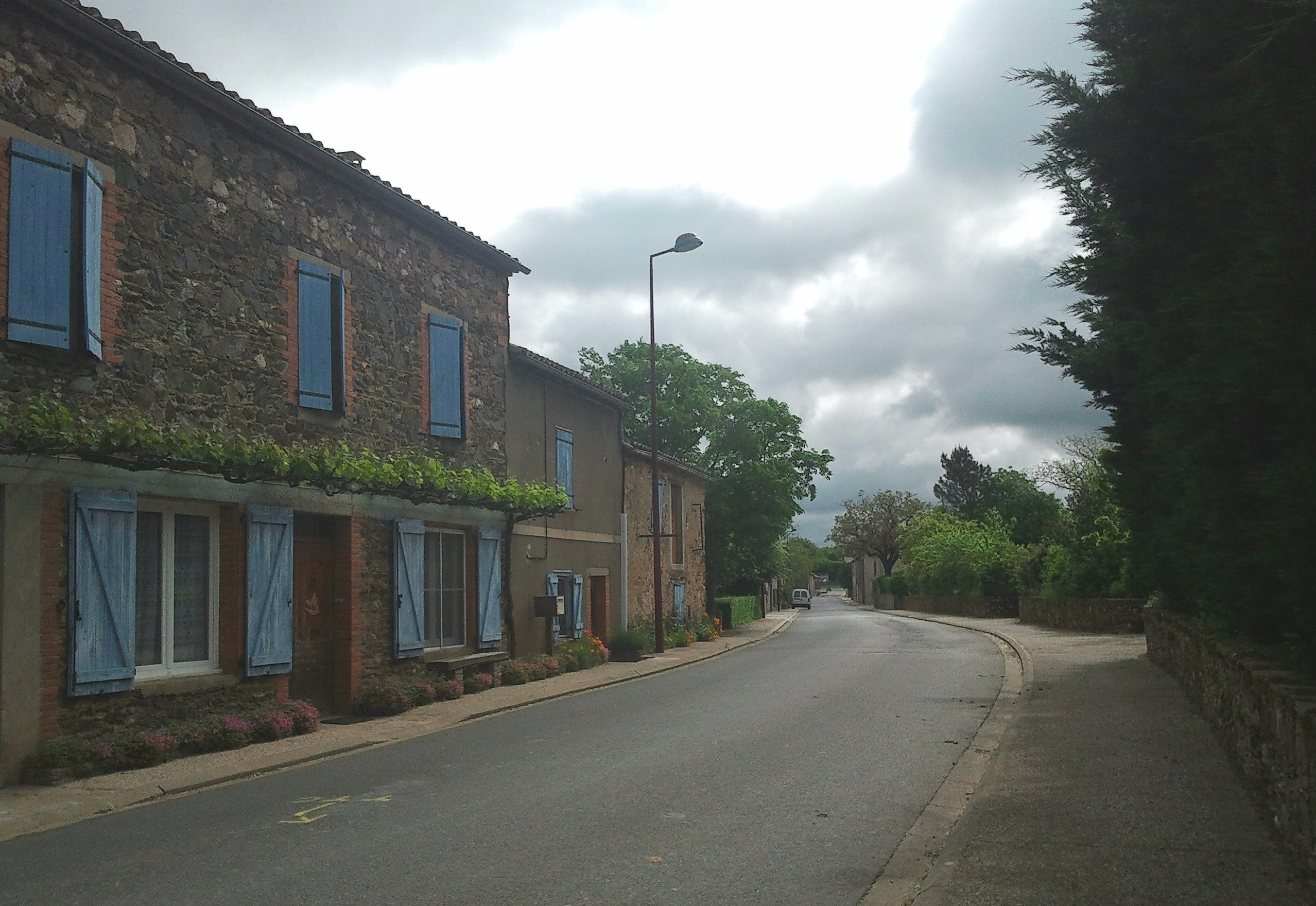
La rue principale.

### Personnalités liées à la commune
- Joseph Henri Lacombe, homme politique né le 16 janvier 1761 à Saint-Antonin-de-Lacalm (Tarn) et mort le 4 janvier 1812 à Toulouse (Haute-Garonne).

### Héraldique
| Saint-Antonin-de-Lacalm | Son blasonnement est : Palé d'or et de sinople de quatre pièces. |